# TV UFG
A TV UFG é uma emissora de televisão educativa e cultural de concessão da Fundação RTVE (Fundação Rádio e Televisão Educativa e Cultural), instituição de apoio à Universidade Federal de Goiás (UFG) na área de radiodifusão, comunicação, educação e cultura. A programação da TV UFG é transmitida no canal 15.1 em sinal aberto, no canal 21 da NET para Goiânia e Região Metropolitana e pela internet. Inaugurada em 14 de setembro de 2009, a TV UFG integra, desde então, a Rede Pública de Televisão, retransmitindo parte da programação da TV Brasil, sua principal parceira.

## Histórico

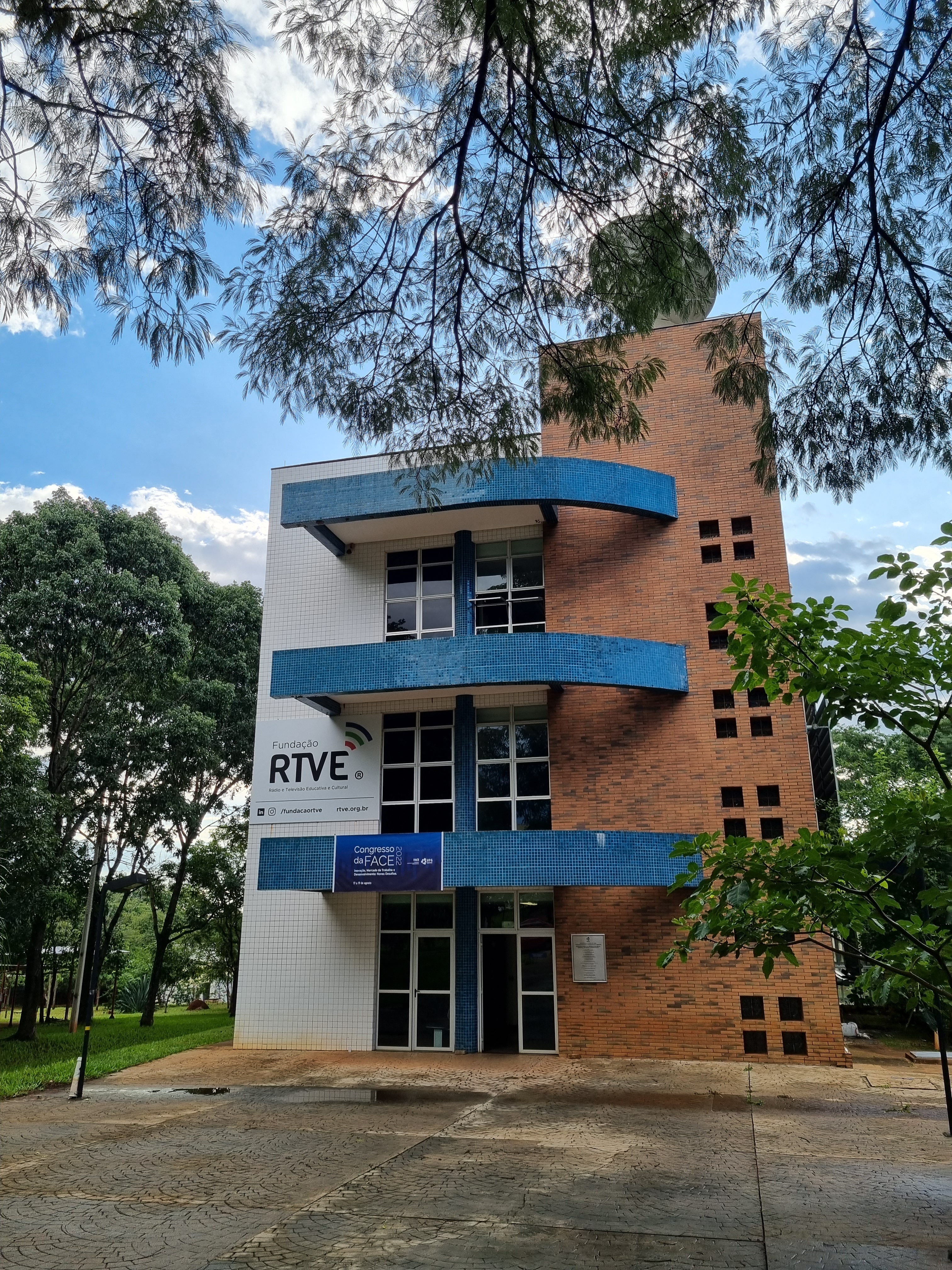
Prédio da TV UFG, no Campus Samambaia da Universidade Federal de Goiás.

A TV UFG foi fundada em 2009 após 47 anos de luta da UFG para obter uma emissora de televisão. Em 1962, a UFG solicitou junto ao Governo Federal a concessão de uma emissora de rádio e uma de televisão. A concessão radiofônica foi outorgada, porém a televisiva não. Durante os anos seguintes a Universidade continuou batalhando pela emissora de televisão e teve oportunidade de ocupar três diferentes canais, mas foi impedida de concretizar o projeto devido à falta de recursos financeiros. Os canais acabaram sendo incorporados ao Estado (canal 13), a grupos privados (canal 11) e a uma fundação evangélica (canal 5), fato que originou uma grande mobilização de alcance nacional em defesa da TV UFG.
Em 2003, enquanto a Fundação RTVE aguardava a decisão final do Ministério das Comunicações acerca da concessão do canal 5-E, estudantes da antiga Faculdade de Comunicação e Biblioteconomia (Facomb/UFG) denunciaram em sala de aula que o canal 5-E, o qual a Fundação pleiteava desde 1997, havia sido concedido a Igreja Apostólica Fonte da Vida.
De posse desta informação, a direção da Fundação RTVE procurou o Ministério das Comunicações para saber como estava o andamento da solicitação de concessão do canal 5-E e foi informada de que realmente ele havia sido cedido à outra fundação, conforme os alunos da UFG haviam denunciado. Neste momento iniciou-se um enredo de conflitos que mobilizou a sociedade civil e movimentou entidades democráticas de todo o país em defesa do canal de televisão da UFG.
Com o objetivo de fortalecer a luta pela emissora de televisão, constituiu-se o Fórum em Defesa do Canal Educativo para a UFG, composto por mais de vinte entidades e parlamentares. O Fórum, em uma de suas atuações mais marcantes, convocou uma sessão extraordinária da Assembleia Geral Universitária, que reúne os órgãos máximos de deliberação da UFG. A sessão foi realizada juntamente com uma audiência pública da Câmara Municipal de Goiânia e contou com ampla participação da sociedade civil, de políticos e autoridades, que protestaram contra a perda do Canal 5-E.
A luta se intensificou, chamando a atenção também da imprensa local e nacional, que argumentava que a concessão do canal a uma entidade religiosa seria uma afronta ao interesse público e à democracia. Apesar de todas as manifestações contrárias, o canal 5-E foi concedido à Igreja Apostólica Fonte da Vida, da qual surgiu a Fonte TV.

### A conquista do canal 14 UHF
Mesmo com a perda de mais um canal, a Fundação RTVE não desistiu e solicitou a concessão do canal 14-E UHF, que estava programado para ser apenas um repetidor. Em 2004, atendendo à solicitação da Fundação RTVE, o Ministério das Comunicações requereu à Agência Nacional de Telecomunicações (Anatel) a mudança técnica do canal 14-E de repetidor para emissor, o que possibilitaria à TV UFG não só retransmitir como gerar conteúdos. Finalmente, no ano de 2004, foi publicado no Diário Oficial da União o Decreto Legislativo n° 806, concedendo o Canal 14-E para a Fundação RTVE. O passo inicial para a efetivação da TV UFG estava consolidado. Com o apoio da Universidade Federal de Goiás, a Fundação deu início às medidas para a inauguração da TV UFG. Os equipamentos de transmissão foram adquiridos e por meio de um convênio com a Agência Goiana de Comunicação (Agecom/TBC), o parque de transmissão da TV UFG foi instalado na mesma torre e espaço físico ocupado pela emissora pública no Morro do Mendanha, em Goiânia.

### Programação
Os programas produzidos e exibidos pela TV UFG possuem caráter educativo, cultural, artístico, informativo e/ou científico. Atualmente, a emissora produz os programas Conexões, Viver Ciência, Se Liga na UFG! e Enredo Cultural, exibidos semanalmente, e projetos especiais como o Dia Mundial do Rock e o Dia da Poesia.
Além de sua programação própria e de produtos audiovisuais finalizados enviados por produtores independentes de diversas localidades, a TV UFG exibe produções de outras emissoras ligadas às universidades federais brasileiras, compartilhadas por meio da RedeIFES, da Televisión América Latina (TAL), do Canal Futura, TV Escola e do Instituto Itaú Cultural.

## Sinal digital
| Canal virtual | Canal digital | Resolução de tela | Programação                                 |
| ------------- | ------------- | ----------------- | ------------------------------------------- |
| 15.1          | 15 UHF        | 1080i             | Programação principal da TV UFG / TV Brasil |

Em 29 de maio de 2017, a TV UFG inaugurou seu sinal digital, passando a ser transmitida no canal 15.1 em sinal aberto.
Transição para o sinal digital
Com base no decreto federal de transição das emissoras de TV brasileiras do sinal analógico para o digital, a TV UFG, bem como as outras emissoras de Goiânia, cessou suas transmissões pelo canal 14 UHF em 4 de julho de 2017, seguindo o cronograma oficial da ANATEL.